# Démouville

Démouville este o comună în departamentul Calvados, Franța. În 1 ianuarie 2022 avea o populație de 3.017 de locuitori.